# Учитель года России
Учитель года России — ежегодный всероссийский конкурс, который проводится Министерством просвещения Российской Федерации, Общероссийским профсоюзом образования и «Учительской газетой». Целью конкурса являются выявление, поддержка и поощрение передовых школьных учителей, распространение их педагогического опыта и повышение престижа труда учителя.
Конкурс проводится с 1992 года. В предшествующие два года, до роспуска СССР, проводился аналогичный конкурс всесоюзного масштаба. Аналогичные конкурсы проводятся в Белоруссии, Казахстане, Молдавии, на Украине, а также в Австралии, Великобритании и США.

## Порядок проведения
В 2011 году очный финал конкурса проводился в сентябре-октябре и проходил в три этапа. На первом этапе конкурсантам предстояло выполнить следующие задания:
- Интернет-ресурс: размещение на веб-сайте или в блоге учебных, методических или других авторских разработок, отражающих новаторский опыт работы и демонстрирующих способности к представлению образовательной информации в Интернете
- Методическое объединение: устное представление своего профессионального опыта как продукта взаимодействия с коллегами, родителями учеников, общественными организациями и работниками других сфер хозяйства и культуры
- Учебное занятие
- Разговор с учащимися (обсуждение актуального для учащихся вопроса в течение 20 минут в режиме импровизации)
- Беседа с родителями: обсуждение (до 20 минут) с родителями учащихся педагогической ситуации, требующей решения, с формированием решения в конце обсуждения

Второй этап включал в себя проведение мастер-класса и участие в открытой дискуссии по общественно значимой проблеме с участием общественности. Третий, заключительный этап, представляет собой «„круглый стол“ образовательных политиков» на актуальную тему с участием Министра образования и науки Российской Федерации.
По итогам первого этапа финала определяются 15 лауреатов конкурса, по итогам второго тура — пять победителей (суперфиналистов) и по сумме баллов, набранных во втором и третьем турах, — абсолютный победитель конкурса. Абсолютный победитель получает сроком на один год должность общественного советника Министра образования и науки Российской Федерации.
В очном финале конкурса 2023 года участвуют представители всех субъектов Российской федерации, а также представитель заграншкол.

## История

### 1989—1991
В СССР идея проведения всесоюзного учительского конкурса по примеру американского аналога, проводившегося к тому времени уже несколько десятилетий (с 1952 года), обсуждалась с начала перестройки и озвучивалась на учредительном съезде Союза учителей. Весной 1989 года редактор школьного отдела «Учительской газеты» В. Жуков предложил идею её главному редактору Г. Селезнёву, и в июне на страницах газеты открылось обсуждение проекта конкурса. После одобрения в ЦК КПСС — «Учительская газета» с 1 января 1989 года была его органом — 30 декабря 1989 года появилось первое Положение о конкурсе «Учитель года»: предусматривалось, что организатором станет редакция «Учительской газеты» при поддержке Госкомитета СССР по народному образованию, ЦК профсоюза работников народного образования и науки, Академии педагогических наук, ЦК ВЛКСМ и общественных педагогических объединений. Определено было и общее задание для финалистов: проведение открытого урока в одной из московских школ (класс по выбору) с получением темы урока за два часа до его начала.
В заочном туре конкурса 1990 года приняли участие 99 человек (при этом конкурс проводился далеко не во всех регионах страны). Из этих претендентов жюри отобрало шесть финалистов, представлявших Москву, Сумы, Челябинскую и Тульскую области, Красноярский край и Казахстан. Первый абсолютный победитель конкурса был объявлен 6 июня, им стал Александр Сутормин, учитель русского языка и литературы Поповской средней школы Тульской области. Некоторое время спустя учреждённый специально для конкурса приз — «Хрустального пеликана» — Сутормину вручил президент СССР Михаил Горбачёв.
В финале 1991 года были представлены шесть республик СССР — Белоруссия (В. Гербутов), Киргизия (О. Абдувалиева), РСФСР (А. Яранцев), Таджикистан (Ю. Рустамов), Узбекистан (А. Суюнов) и Украина (А. Шапиро). В силу дезинтеграционных процессов некоторые из других республик не пожелали принять участия в конкурсе. Так, к примеру, замминистра культуры и образования Литовской республики прислал письмо в «Учительскую газету», в котором мотивировал отказ от участия тем, что в Литве началась реформа просвещения, которая должна была полностью вывести республику из образовательного поля Союза.
Помимо показательного урока, в конкурсные задания финалистов были включены также собеседование и тест на компьютере. Вторым и последним Учителем года СССР стал преподаватель физики из Минска Валерий Гербутов; его «Хрустальный пеликан» оказался единственным, покинувшим пределы России. Награду победителю 20 сентября 1991 г. в последний раз вручил глава Союзного государства М. С. Горбачёв.

### 1992—1999
В 1992 году конкурс «Учитель года» стартовал уже не как всесоюзный, а как всероссийский. Участие в нём приняли 118 кандидатов, а финалисты проводили не импровизированные, а заранее подготовленные уроки. Песня нового абсолютного победителя конкурса, учителя музыки Артура Зарубы из Московской области, на слова Р. Рождественского «Школьным учителям» стала гимном конкурса, с тех пор каждый год исполняемым на его открытии. Второе место занял учитель немецкого языка из Белгородской области Виктор Сумин, а третье — учитель физкультуры из Барнаула Василий Табышкин.
В августе 1993 года приказом Министерства образования России был учреждён нагрудный знак «Учитель года» («Золотой пеликан»), вручаемый победителю конкурса (в последние годы этот знак утратил официальный статус, но продолжает вручаться). 15 финалистов, собравшихся в Москве, судили три жюри — детское, учительское и общественное, — а критерии оценок вырабатывали с жюри сами конкурсанты. В список заданий добавилась «защита педагогической идеи». В суперфинал, транслируемый по телевидению из концертной студии «Останкино», вышли пять учителей, а победа досталась словеснику из Брянска Олегу Парамонову. На следующий день после суперфинала сторонниками Верховного Совета России была предпринята попытка штурма телецентра «Останкино».

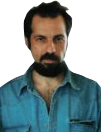
Михаил Нянковский, абсолютный победитель 1994 года

В марте 1994 года в сургутской Гимназии-лаборатории Салахова открылся первый слёт участников конкурса «Учитель года», с тех пор ставший традиционным. Осенью в Москву на финал были приглашены победители всех региональных отборов — 54 человека, хотя показательные уроки в московских школах по-прежнему давали только 15 человек. Молодые журналисты «Учительской газеты» на время проведения финала организовали выпуск информационного издания «ПеликантЪ-дейли», распространявшегося каждое утро бесплатно среди участников.
Осенью 1995 года в Москву собрались 63 финалиста, в отличие от прошлого года соревновавшиеся во всех конкурсных дисциплинах. 15 лауреатов в отдельных номинациях были определены малыми жюри, а большое жюри, которое с этого года возглавляет ректор МГУ В. А. Садовничий, отобрало из их числа пятерых суперфиналистов, а затем и абсолютного победителя — учительницу младших классов из Рязани Зинаиду Климентовскую.
В 1996 году в список конкурсных заданий был добавлен урок-импровизация (на подготовку даются сутки) для взрослой аудитории, обеспечивающий преподавателю полноценную обратную связь. Аудиторию составляли другие лауреаты конкурса. Кроме того, конкурсантам было предложено написать эссе «Моя педагогическая философия». Абсолютной победительницей второй год подряд стала представительница Рязани, Екатерина Филиппова.
Финал 1997 года посетили победительница аналогичного конкурса в США, педагог и писательница Шэрон Дрейпер (англ. Sharon Draper), и координатор американского конкурса Джон Куэм. Дрейпер особо отметила сложность конкурсной программы в России и заявила, что в США стать Учителем года проще. В финале 1997 года впервые победил москвич, учитель труда Александр Глозман.
На следующий год от участников конкурса впервые требовалось прислать видеозаписи открытых уроков в своей и чужой школе. По итогам региональных отборов в финал прошли 74 педагога, а в 1999 году в нарушение традиции помимо 15 лауреатов право провести открытый урок-импровизацию получила ещё одна участница, самая молодая за историю конкурса: Мария Филиппенко, преподавательница латыни и дочь актёра Александра Филиппенко, в этот момент было только 23 года.

### 2000—2004
В 2000 году к числу учредителей конкурса, наряду с министерством образования, профсоюзом учителей и «Учительской газетой», добавилась Федерация Интернет Образования. На её базе уже в марте состоялись курсы обучения пользованию Интернетом и Microsoft Windows, а также основам создания веб-сайтов для участников конкурса. Место проведения финала было перенесено из Юго-Западного округа Москвы, где он проходил уже несколько лет, в Западный. На следующий год организации-учредители конкурса при поддержке Российского Союза Молодёжи, Московского городского педагогического университета и издательского центра «Владос» учредили новый некоммерческий Фонд поддержки российского учительства, который с этого момента отвечает за проведение конкурса. В октябре абсолютным победителем стал конкурсант с неоконченным высшим образованием — учитель труда из Екатеринбурга Алексей Крылов.
В 2002 году начал работу Межрегиональный клуб «Учитель года», в задачи которого входят поддержка талантливых педагогов, обмен опытом и повышение престижа профессии школьного учителя. Под эгидой клуба проводятся межрегиональные экологические экспедиции учащихся старших классов; целью первой такой экспедиции в 2002 году стало озеро Байкал. В 2002 году конкурс проходил по новой концепции, разработанной Ириной Димовой, Артуром Зарубой при участии Елены Пахомовой. 78 финалистов конкурса 2002 года были распределены по 10 проблемным (междисциплинарным) и 10 предметным номинациям, среди которых «Активные формы обучения», «Традиции в образовании», «Учитель-воспитатель» и т.д.. Во второй круг финала были  отобраны не 15, как ранее, а 26 наиболее достойных кандидатов, на этот раз продолжавших борьбу в рамках мастер-классов вместо уроков-импровизаций. В начале октября все 26 участников второго финального тура были приглашены в Кремль на встречу с Президентом России Путиным.
В 2003 году в финал вышли 80 победителей региональных отборов. Финалисты давали по два открытых урока в московских школах и соревновались в двух номинациях проблемной («творческая мастерская», продолжительность 30 минут) и предметной (20 минут, на основе домашних разработок). Церемония чествования победителей конкурса с участием звёзд российской эстрады впервые транслировалась Первым каналом из Государственного Кремлёвского дворца.
Финал конкурса 2004 года был разделён на четыре этапа. Жюри, в состав которого входили, в частности, ведущий передачи «Умницы и умники» Юрий Вяземский и школьники-победители передачи, оценивало работы под кодовыми номерами, не зная, кому из 76 конкурсантов принадлежит конкретный номер. До этапа мастер-классов «Учитель учителей» дошли 39 участников, выбывшие же присоединились к судейской коллегии. В четвёртый, финальный тур, как и раньше, вышли 15 человек, которые должны были прочитать публичную лекцию и участвовать в «Педагогическом ринге». В пятёрку суперфиналистов вошли Людмила Правдина (физика, Саратов), Наталья Кирилюк (математика, Владикавказ), Александр Рахно (история, Омская область), Андрей Лукутин (история, Москва) и Евгений Славгородский (русский язык и литература, Калининградская область), ставший абсолютным победителем всего в 25 лет.

### 2005—2010
С 2005 года по решению министра образования финал Всероссийского конкурса проводится на родине предыдущего абсолютного победителя. Таким образом, финал 2005 года с участием 77 конкурсантов прошёл в Калининградской области, основной площадкой стала гимназия № 1 Калининграда, где также преподаёт абсолютный победитель конкурса 2000 года — словесник Владимир Морар. В число лауреатов вошли 17 участников, а суперфинальную пятёрку составили Юлия Марчук (русский язык и литература, Москва), Ирина Ломакина (Ульяновск), Владимир Лысогорский (литература, Саратов), Татьяна Сараева (учитель начальных классов, Липецкая область) и будущий абсолютный победитель, физик Иван Иоголевич из Челябинска.

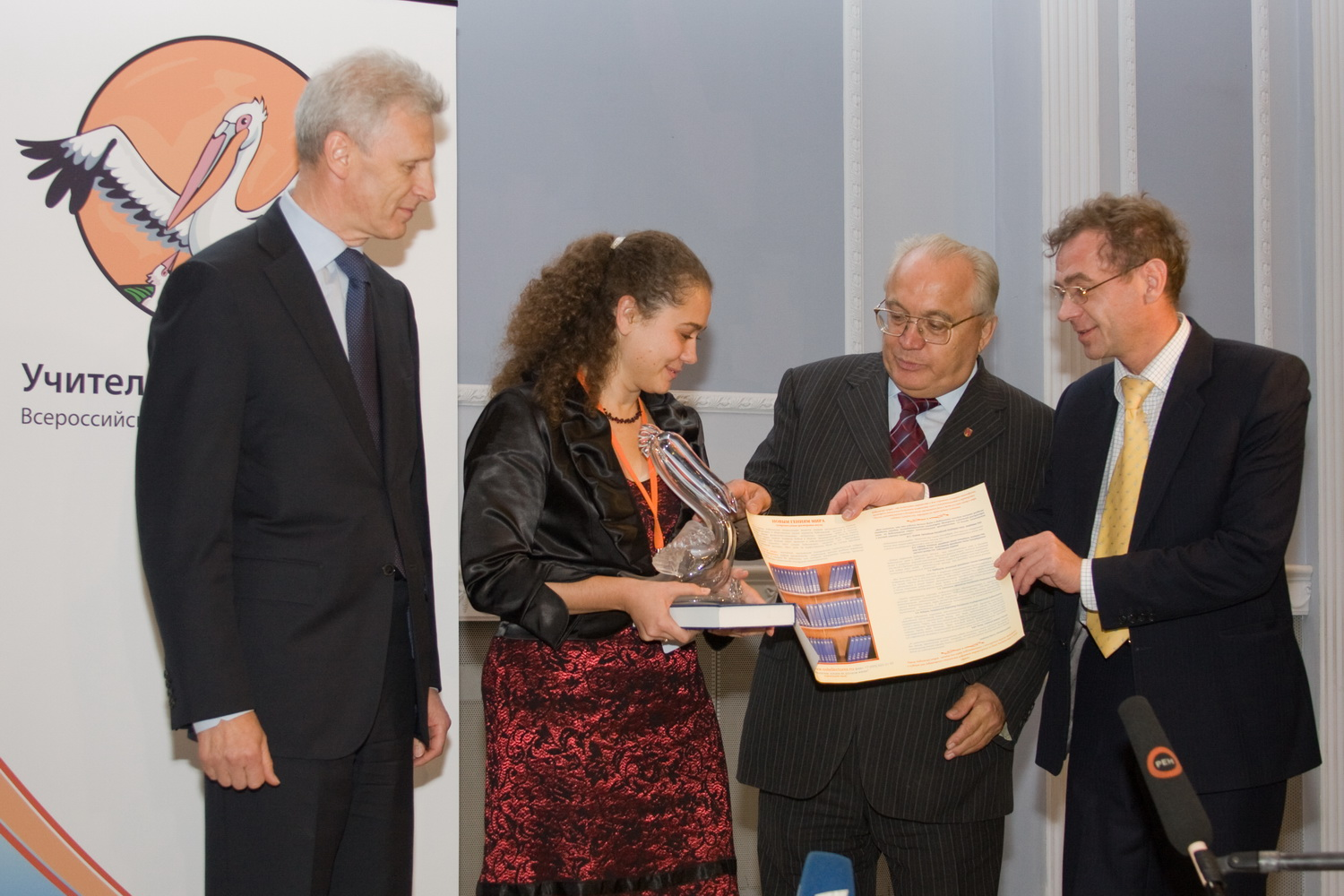
А. А. Фурсенко, В. А. Садовничий и В. С. Лобанков на церемонии вручения премии в 2009 году

Финал 2006 года прошёл в Челябинске при участии 53 конкурсантов. В суперфинал вышли Сергей Букинич (Санкт-Петербург, Игорь Апольский (Ростовская область, Екатерина Уба (Ульяновск), Ольга Ковалёва (Тюмень) и Андрей Успенский (Череповец). Интересно, что четверо из пяти суперфиналистов, за исключением историка Сергея Букинича, были преподавателями языка и литературы. Имя абсолютного победителя — Андрея Успенского — объявили министр образования и ректор МГУ в ноябре в Большом Кремлёвском дворце в рамках программы Всероссийского общественно-педагогического форума «Приоритетный национальный проект «Образование» в действии». Финал 2007 года, в котором соревновались 68 участников, прошёл в школе № 37 Череповца, где преподаёт Успенский. В рамках мероприятий министр образования и науки России, губернатор Вологодской области и директор школы поставили свои подписи под сертификатом, удостоверяющим тот факт, что она стала первой «цифровой школой» России. Суперфиналистами 2007 года стали Дмитрий Гущин (математика, Санкт-Петербург), Анастасия Комарова (русский язык, Мурманская область), Сергей Маринченко (мировая художественная культура, Ростовская область), Марина Мельникова (русский язык, Ярославская область) и Анна Мехед (математика, Москва). В октябре в Москве впервые в истории конкурса абсолютными победителями были объявлены сразу двое — Дмитрий Гущин и Анна Мехед, набравшие одинаковое число голосов членов жюри.
Конкурсные мероприятия 2008 года прошли в Санкт-Петербурге. Конкурс открывала в выставочном комплексе «Ленэкспо» губернатор Санкт-Петербурга Валентина Матвиенко, являющаяся членом Межрегионального клуба «Учитель года», а сами конкурсные задания участники проходили в гимназии № 56, дважды признававшейся «Лучшей школой России». В конкурсной программе приняли участие 74 финалиста, разбитых на четыре тематических группы (гуманитарно-общественная, естественно-научная, искусство и культура, начальное образование). Победителями конкурса были объявлены 15 участников, получивших малых Хрустальных пеликанов, семь специальных призов были также вручены по отдельным номинациям: «Открытие», «Первый учитель», «Через тернии к звёздам», «Технология», «Мастер», «Обыкновенное чудо» и приз зрительских симпатий детского пресс-центра. Абсолютного победителя снова объявляли в Москве, и им второй год подряд стал представитель столицы — учитель музыки Михаил Стародубцев.

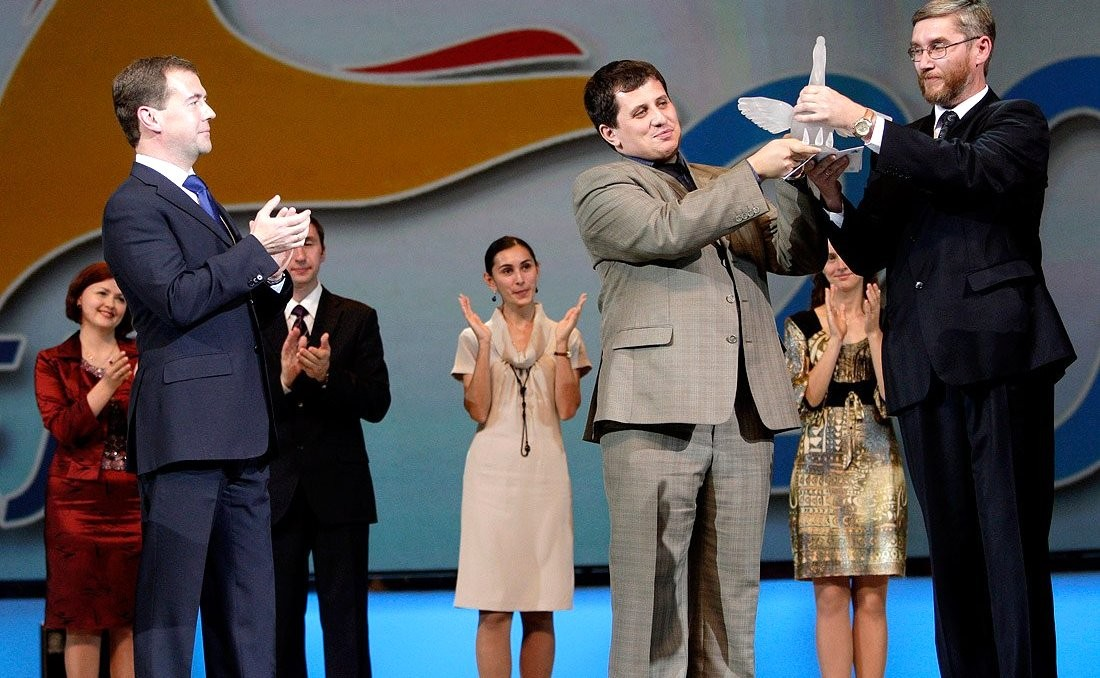
Вручение «Хрустального пеликана» в 2010 году

С 2009 года для финалистов, на сей раз представлявших 68 регионов, были введены новые конкурсные правила. Первый тур включал пять конкурсных заданий, второй — мастер-класс и открытые дискуссии, третий — «„круглый стол“ образовательных политиков». Суперфиналистами стали Нина Заварыкина (русский язык и литература, Владимирская область), Владимир Кружалов (история и обществознание, Москва), Вадим Муранов (физика и информатика, Ногинск), Светлана Прокофьева (немецкий язык, Псков) и Наталья Никифорова (математика, Магнитогорск), ставшая абсолютной победительницей 2009 года. Суперфиналисты и лауреаты конкурса были приглашены на приём к президенту Дмитрию Медведеву.
В 2010 году, объявленном Годом учителя, отдельные призы вручались конкурсантам за лучшие веб-сайты. В основном финале в Магнитогорске собрались 76 региональных победителей. Со всех конкурсных мероприятий велась Интернет-трансляция, а первый очный тур проходил в родной школе Натальи Никифоровой — школе № 5. В пятёрку суперфиналистов вошли Михаил Случ (математика, Москва), Гульнара Сабитова (русский язык и литература, Челябинск), Вячеслав Вахрамеев (русский язык и литература, Вологодская область), Андрей Гарифзянов (биология и химия, Тульская область) и Роза Халадова (химия, Грозный). Абсолютный победитель объявлялся в Москве. Как и в 2007 году, их оказалось двое — Михаил Случ и Андрей Гарифзянов. Впервые за историю конкурса появилось среднее общеобразовательное заведение, в котором преподают сразу два Учителя года России — им стала московская Школа № 1060, учителем которой, помимо Михаила Случа, является абсолютный победитель 2008 года Михаил Стародубцев. В итоге «Хрустального пеликана» после церемонии увёз в Тульскую область Гарифзянов, а второй экземпляр приза месяц спустя вручил Михаилу Случу премьер-министр России Владимир Путин.

### 2011—2014
Финальная часть конкурса 2011 года проходила в Туле и Москве — прямое следствие двойной победы в прошлом году. В Тулу приехали 73 победителя региональных конкурсов, из которых после недели мастер-классов, открытых уроков и дискуссионных клубов Большое жюри отобрало 15 финалистов, перебравшихся в Москву. В Москве была определена пятёрка суперфиналистов: Татьяна Усова (история, Саратов), Хеди Солсанова (физика, Грозный), Алексей Осипов (физкультура, Тольятти), Антон Молев (история и обществознание, Москва) и Алексей Овчинников (биология, Липецкая область), ставший абсолютным победителем.
В финале 2012 года, прошедшем в Липецке, из числа 77 участников в пятёрку победителей вошли представители Тюмени (учитель физики и физической культуры Дмитрий Коляденко), Ставрополя (учитель русского языка и литературы Наталья Малахова), Санкт-Петербурга (преподаватель математики Вадим Соломин), Москвы (учитель русского языка и литературы Вита Кириченко) и Московской области (учитель мировой художественной культуры, драматург Александр Демахин). Последние двое и разделили между собой звание абсолютного победителя.
В финале 2013 года были представлены Дагестан (учитель истории Ахбердило Ахбердилов), Ростовская область (словесница Светлана Колесниченко), Самара (завуч по воспитательной работе Владимир Кильдюшкин), Томск (учитель физики Сергей Колпаков и Мытищинский район Московской области (ставший абсолютным победителем преподаватель информатики Андрей Сиденко). Финалистами конкурса 2014 года стали педагоги из Москвы (учитель испанского языка Екатерина Новикова), Ленинградской области (преподаватель немецкого языка Денис Рочев), Самарской области (учитель информационно-коммуникационных технологий Алексей Фоломкин), Челябинской области (преподаватель литературы и основ религиозных культур и светской этики Анна Стельмахович) и Татарстана (будущая «Учительница России-2014», преподаватель биологии Алла Головенькина).

### 2020-е годы
Традиционно мероприятия финальной части конкурса проводятся в городе, где работает победитель предыдущего года. Эту традицию впервые нарушили перед конкурсом 2024 года, так как выигравший в 2023 году Олег Янковский преподавал в школе МИД РФ в Тегеране. В результате было решено провести следующий конкурс на "малой родине Янковского — в Саратовской области.

## Премии Президента РФ
Учитывая значимость вопросов образования, Президентом Российской Федерации Борисом Ельциным, возглавившим попечительский совет конкурса, были учреждены две премии: премия Президента Российской Федерации работникам образования — лауреатам конкурса «Учитель года» (1994 год) и премия Президента Российской Федерации в области образования (1995 год).
В 2004 году премии фактически были заменены премией Правительства Российской Федерации в области образования — 21 июня 2004 года вышел Указ № 785 Президента РФ «О совершенствовании системы государственного премирования за достижения в области науки и техники, образования и культуры», где в п. 4 даётся поручение Правительству Российской Федерации рассмотреть вопрос о совершенствовании системы премирования, в том числе в сферах образовании и культуры.
Премия Президента РФ работникам образования — лауреатам конкурса «Учитель года» вручалась всем 15 лауреатам конкурса. Всего прошло 9 награждений с 1996 года до 2004 года (за 1995—2003 года соответственно). С 2001 по 2004 год в Распоряжениях Президента РФ одновременно с присуждением премий лауреатам конкурса «Учитель года России» присуждалась также премия обучающимся в общеобразовательных учреждениях — победителям международных олимпиад по учебным предметам
.
С 2006 года в соответствии с Указами Президента РФ ежегодно выплачивается денежное поощрение (с 2018 года — премии) лучшим учителям.

## Абсолютные победители конкурса
По данным на 2011 год 83 % победителей конкурса за более чем 20 лет его существования — мужчины, несмотря на то, что в городских и сельских школах РФ на 2008 г. женщины составляли 91,2 % и 82,7 % работающих соответственно.

### Учитель года СССР
- 1990 — Сутормин, Александр Евгеньевич, учитель русского языка и литературы, Поповская средняя школа Чернского района Тульской области
- 1991 — Гербутов, Валерий Александрович, учитель физики, средняя школа № 49 (Минск)

### Учитель года России
- 1992 — Заруба, Артур Викторович, учитель музыки, Детгородковская средняя школа Волоколамского района Московской области
- 1993 — Парамонов, Олег Геннадьевич, учитель русского языка и литературы, Гимназия № 1 (Брянск)
- 1994 — Нянковский, Михаил Александрович, учитель литературы, Провинциальный колледж (Ярославль)
- 1995 — Климентовская, Зинаида Викторовна, учитель начальных классов, Школа-лицей № 4 (Рязань)
- 1996 — Филиппова, Екатерина Алексеевна, учитель французского языка, Школа № 34 (Рязань)
- 1997 — Глозман, Александр Евгеньевич, учитель технологии, Школа № 293 (Москва)
- 1998 — Ильин, Владимир Леонидович, учитель математики, Гимназия № 30 (Санкт-Петербург)
- 1999 — Шилов, Виктор Васильевич, учитель музыки, Школа № 138 (Челябинск)
- 2000 — Морар, Владимир Алексеевич, учитель русского языка и литературы, Гимназия № 1 (Калининград)
- 2001 — Крылов, Алексей Валентинович, учитель технологии, Школа № 67 (Екатеринбург)
- 2002 — Смирнов, Игорь Борисович, учитель немецкого языка, Школа № 9 (Гатчина)
- 2003 — Карачевцев, Игорь Альбертович, учитель истории и обществознания, Гимназия № 166 (Санкт-Петербург)
- 2004 — Славгородский, Евгений Игоревич, учитель русского языка и литературы, Средняя школа (Крылово) Правдинского района Калининградской области
- 2005 — Иоголевич, Иван Александрович, учитель физики, Лицей № 31 (Челябинск)
- 2006 — Успенский, Андрей Геннадьевич, учитель русского языка и литературы, Школа № 37 (Череповец)
- 2007 —
  - Гущин, Дмитрий Дмитриевич, учитель математики, Петергофская гимназия имени императора Александра II
  - Мехед, Анна Григорьевна, учитель математики, Школа № 2030 (Москва)
- 2008 — Стародубцев, Михаил Леонидович, учитель музыки, Школа № 1060 (Москва)
- 2009 — Никифорова, Наталья Сергеевна, учитель математики, Школа № 5 (Магнитогорск)
- 2010 —
  - Гарифзянов, Андрей Рузильевич, учитель биологии и химии, Волхонщинская средняя школа Плавского района Тульской области
  - Случ, Михаил Ильич, учитель математики, Школа № 1060 (Москва)
- 2011 — Овчинников, Алексей Васильевич, учитель биологии, средняя школа села Баловнево Данковского муниципального района Липецкой области
- 2012 —
  - Демахин, Александр Александрович, учитель мировой художественной культуры, Сергиево-Посадская гимназия имени И. Б. Ольбинского Московской области
  - Кириченко, Вита Викторовна, учитель русского языка и литературы, Центр образования № 1479 (Москва)
- 2013 — Сиденко, Андрей Григорьевич, учитель информатики, школа № 29 деревни Беляниново Московской области
- 2014 — Головенькина, Алла Николаевна, учитель биологии, школа № 1 (Нурлат, Татарстан)
- 2015 — Кочережко, Сергей Сергеевич, учитель истории и обществознания, гимназия № 1 (Самара)
- 2016 — Шагалов, Александр Михайлович, учитель русского языка и литературы, школа № 7 им. Г. К. Жукова (Армавир)
- 2017 — Демаков, Илья Сергеевич, учитель истории, права и обществознания, гимназия № 116 (Санкт-Петербург)
- 2018 — Динаев, Алихан Мавладиевич[29], учитель обществознания и права, математическая школа № 1 им. Х. И. Ибрагимова (Грозный)
- 2019 — Арачашвили, Лариса Гивиевна, учитель русского языка и литературы, школа № 55 «Долина знаний» (Волгоград).
- 2020 — Гуров, Михаил Николаевич[30], учитель математики, Лицей классического элитарного образования (Ростов-на-Дону).
- 2021 — Костылева, Екатерина Сергеевна[31], учитель физики, гимназия № 16 (Тюмень)[32].
- 2022 — Лутовинов, Дмитрий Владимирович, учитель истории, естествознания и мировой художественной культуры, школа № 16 (Орехово-Зуево)[33].
- 2023 — Янковский, Олег Игоревич, учитель русского языка и литературы, школа МИД РФ (Тегеран)[34].
- 2024 — Дедюха, Леонид Анатольевич, учитель физики, Академическая гимназия № 56 им. М. Б. Пильдес (Санкт-Петербург)[35].